# Iqaluit Est
Pour les articles homonymes, voir Iqaluit et Est.
Circonscription électorale territoriale du Canada
Iqaluit Est était une circonscription électorale territoriale canadienne de l'Assemblée législative du Nunavut de 1999 à 2013.
La circonscription correspondait à la communauté de Iqaluit. 
Tous les candidats étaient indépendants étant donné qu'il n'y a aucun parti politique à l'Assemblée législative du Nunavut.

## Résultats des élections
| Élections générales du Nunavut de 1999 |                             |       |         |
|                                        | Nom                         | Votes | %       |
|                                        | Ed Picco                    | 416   | 71,23 % |
|                                        | Natsiq Kango                | 168   | 28,77 % |
| Total des bulletins valides            | Total des bulletins valides | 584   | 100 %   |

| Élections générales du Nunavut de 2004 |                             |       |         |
|                                        | Nom                         | Votes | %       |
|                                        | Ed Picco                    | 569   | 70,68 % |
|                                        | John Amagoalik              | 186   | 23,11 % |
|                                        | Norman Ishulutak            | 50    | 6,21 %  |
| Total des bulletins valides            | Total des bulletins valides | 805   | 100 %   |

| Élections générales du Nunavut de 2008 |                             |       |        |
|                                        | Nom                         | Votes | %      |
|                                        | Eva Aariak                  | 439   | 62,5 % |
|                                        | Glen Williams               | 221   | 31,5 % |
|                                        | Kakki Peter                 | 39    | 5,6 %  |
| Total des bulletins valides            | Total des bulletins valides | 699   | 100 %  |

Légende : Le nom en gras signifie que la personne a été chef d'un Gouvernement.

## Annexe